# Lugongolweni
Lugongolweni là một inkhundla của Eswatini, nằm ở vùng Lubombo. Vào năm 2007, dân số của nó là 15.519 người. Nó được chia thành 4 umphakatsi: Ka-Langa, Makhewu, Mlindazwe, và Sitsitsaweni.

## Khu dân cư
- Lonhlupheko[3]
- Siteki